# Доња Мека Груда
Доња Мека Груда је насељено мјесто у општини Билећа, Република Српска, БиХ. Према попису становништва из 1991. у насељу је живјело 142 становника. На попису становништва 2013. године, према подацима Агенције за статистику Босне и Херцеговине пописано је 94 становника.
Овде се налази Црква Св. Арханђела Михаила у Мекој Груди (Билећа).

## Становништво
| Националност       | 1991. | 1981. | 1971. | 1961. |
| Срби               | 138   | 229   |       |       |
| Југословени        | 3     |       |       |       |
| Црногорци          |       | 3     |       |       |
| остали и непознато | 1     | 1     |       |       |
| Укупно             | 142   | 233   | '     | '     |

| Демографија | Демографија | Демографија |
| Година      | Становника  | Становника  |
| ----------- | ----------- | ----------- |
| 1948.       | 287         |             |
| 1953.       | 318         |             |
| 1961.       | 262         |             |
| 1971.       | 234         |             |
| 1981.       | 233         |             |
| 1991.       | 142         |             |